# رودولفو أليكانتي
رودولفو أليكانتي هو مدرب كرة قدم ولاعب كرة قدم فلبيني في مركز قشاش، ولد في القرن العشرين في مدينة إيلويلو في الفلبين. شارك مع منتخب الفلبين لكرة القدم. أما مع النوادي، فقد لعب مع Green Archers United F.C. ‏.